# Pol Calvet
Pol Calvet i Planellas (* 19. April 1994 in Sant Cugat del Vallès) ist ein spanischer Fußballspieler.

## Vereinskarriere
Calvet begann seine Karriere in der Jugendabteilung von UE Sant Andreu, für die er bis 2007 spielte. Im August 2007 wechselte er dann im Alter von 14 zum FC Barcelona und durchlief dort bis 2013 die Jugendmannschaft.
Seit der Saison 2013/14 ist Calvet fester Bestandteil der zweiten Mannschaft vom FC Barcelona, den FC Barcelona B. Sein Debüt konnte er aber schon in der Vorsaison feiern, als er beim 0:1-Ligaspiel gegen SD Huesca am 23. März 2013 zum Einsatz kam.
Anfang 2016 wechselte Calvet in die zweite Mannschaft von Deportivo La Coruña.

## Nationalmannschaftskarriere
Von Santi Denia wurde Calvet 2011 für die spanische U-17-Nationalmannschaft nominiert und durfte 23. Februar 2013 sein Debüt feiern. Im Jahr 2011 durfte er dann noch drei weitere Spiele bestreiten und in seinen vier absolvierten Spielen konnte er ein Tor erzielen.